# Air Balui (Sanga Desa)
Air Balui is een bestuurslaag in het regentschap Musi Banyuasin van de provincie Zuid-Sumatra, Indonesië. Air Balui telt 2573 inwoners (volkstelling 2010).